# Robert Belleret
Robert Belleret est un journaliste et écrivain français né le 29 décembre 1946 à Asnières (Hauts-de-Seine). 

## Biographie
Né en 1946 dans le quartier de Bécon-les-Bruyères d'Asnières, Robert Belleret est le dernier enfant d'une famille nombreuse (trois sœurs, Colette, Cécile et Claudine, dont deux jumelles) modeste mais plutôt heureuse. Son père, Roger Belleret (1907-1995) est tourneur-outilleur P3 et sa mère, Andrée Juliette Dupont (1910-1977) est tour à tour apprentie, comptable et secrétaire. Après la communale (école Flachat), il suit des études secondaires au lycée Carnot de Paris (17e) où il a notamment pour condisciple et ami le futur comédien Francis Huster. Après avoir occupé, dès ses 17 ans, plusieurs emplois alimentaires au Crédit Lyonnais et à Air Inter, entrecoupés par un service militaire de seize mois à Villingen en RFA, il se lance en avril 1970 dans le journalisme au quotidien Le Progrès à Lyon, où il apprend le métier sur le tas et dans les domaines journalistiques les plus variés : faits divers, faits de société, justice, politique, critique de théâtre, de cinéma, de chanson et de pop music. Parallèlement aux reportages, il réalise quelques grandes enquêtes sur le théâtre à Lyon, les médecins généralistes, l'Ordre des médecins, la secte Nouvelle Acropole ainsi que la secte Moon qu'il a infiltrée. Il pratique quelquefois le reportage en immersion.  De 1977 à 1986, il est, de surcroît, correspondant à Lyon du Matin de Paris.

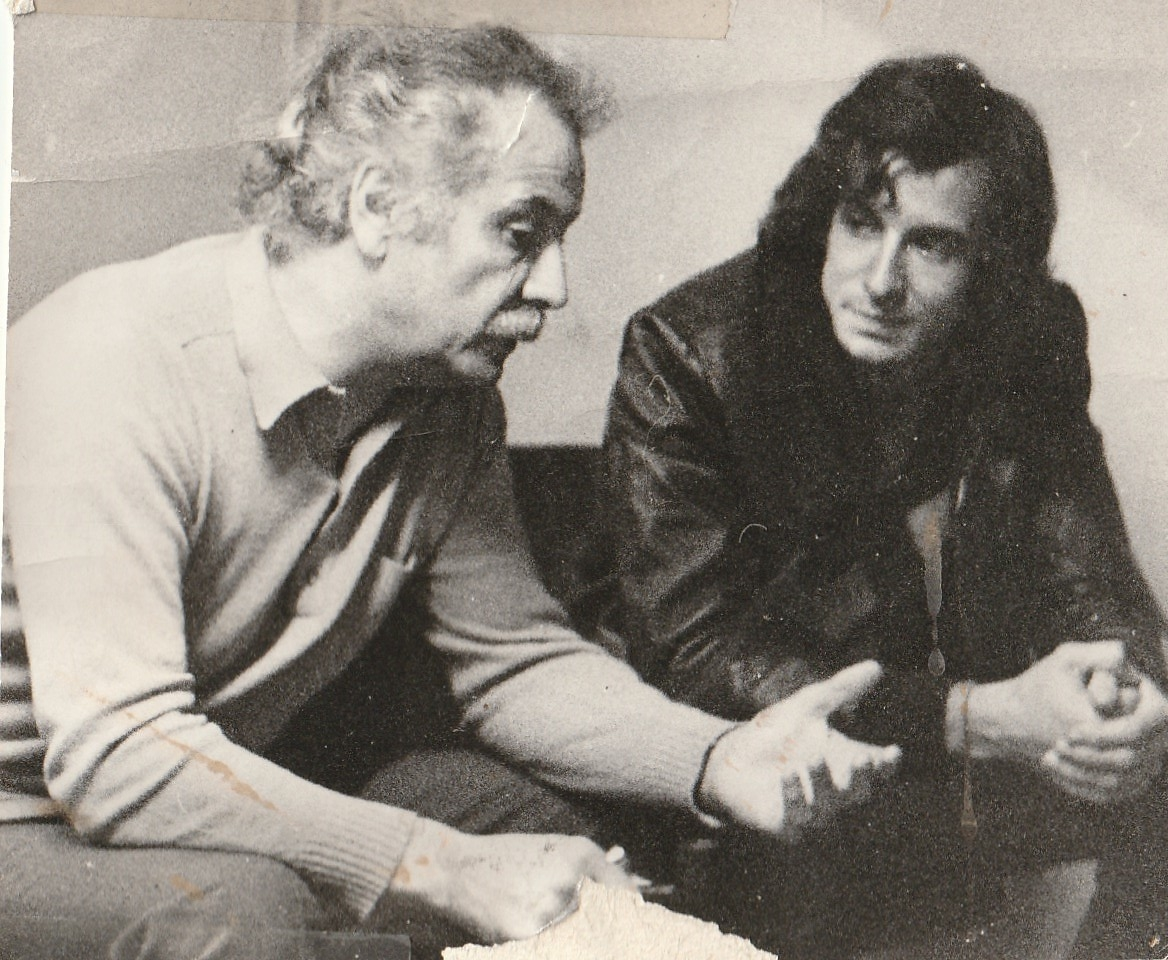
Entretien avec Georges Brassens en 1973, à Lyon.

Recruté par Le Monde en 1986, d'abord à Lyon puis à Paris, il reste un reporter de terrain généraliste tout en couvrant plusieurs grandes affaires politico-judiciaires. Devenu grand reporter en 1999, il est envoyé dans l’urgence sur de nombreux points chauds de la planète, réalise plusieurs grandes enquêtes et produit de nombreux portraits de personnalités de la culture ou de la politique.
Ayant éprouvé très jeune le goût des voyages lointains, goût renforcé par son passage à Air Inter qui lui a permis de partir en Amérique latine et en Extrême-Orient, il parcourt, seul ou en couple, plus de soixante-quinze pays sur les cinq continents.

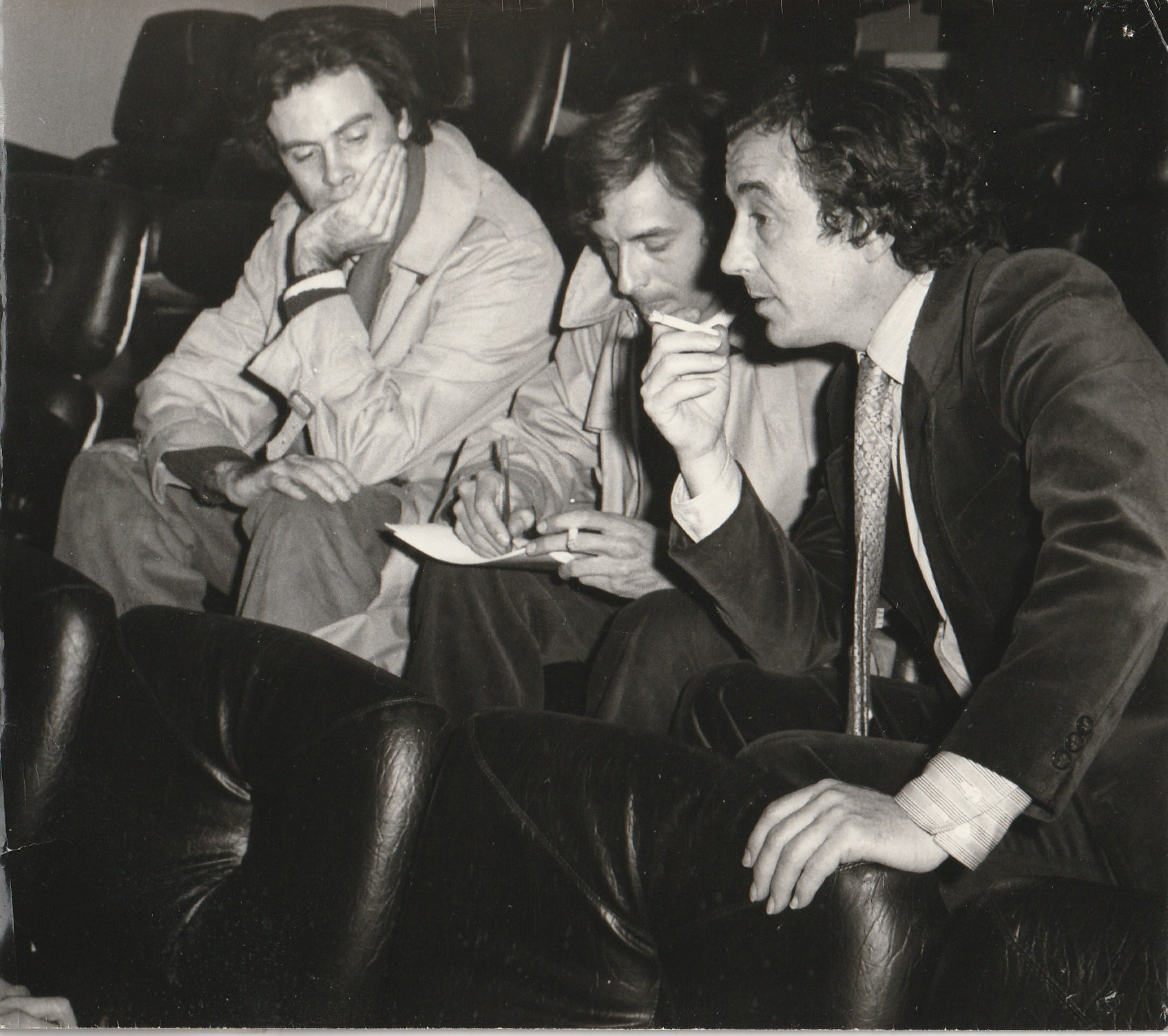
Entretien avec Patrick Modiano et Louis Malle pour la sortie du film Lacombe Lucien.

Il publie en 1996 chez Actes Sud son premier livre, Léo Ferré, une vie d’artiste. Consacré à Léo Ferré qu'il a découvert à l’Alhambra à l'âge de quatorze ans et rencontré à de nombreuses reprises entre 1973 et 1992, cet ouvrage, réédité en 2003 et 2013, est considéré comme la biographie de référence. Il quitte Le Monde en 2008, et publie les biographies de Jean Ferrat, Édith Piaf, Charles Aznavour et Paul Bocuse.
Lorsque Sabine Wespieser qui a édité la biographie de Léo Ferré chez Actes Sud, crée sa propre maison d'édition, le premier titre de son catalogue est un récit de Robert Belleret: "Les Bruyères de Bécon", évocation tendre et drôle de sa famille nombreuse et fauchée dans la banlieue "sensible" de son enfance, Bécon-les-Bruyères. Ce livre ayant reçu un bon accueil critique (il est finaliste du prix Populiste 2002),  Belleret va publier, en 2004, une sorte de suite chronologique avec "Sixties" - roman de formation vécu tout au long d'une décennie trépidante et "bouleversante" - du yé-yé triomphant à la grande chanson française, du dernier flot des westerns à la nouvelle vague, de B.B. à Bébel, du rock à la pop,  de la sale guerre d'Algérie au joli mois de mai. Enfin avec "Faits divers", en 2007, chez la même éditrice, Belleret bouclera cette trilogie aux allures "truffaldiennes" en racontant ses débuts de reporter touche-à-tout dans un grand quotidien régional, aux temps héroïques du plomb et du marbre où l'ordinateur, le téléphone mobile et Internet restaient à inventer. Une façon, pour l'auteur, d'offrir aux lecteurs "tout ce qu'ils ont toujours voulu savoir sur le journalisme, sans oser le demander".
Nouvelles confidences sur les coulisses d'un métier passion, en mai 2020, en plein confinement sanitaire imposé par le Covid-19, Robert Belleret publie en auto-édition sur la plateforme Amazon Reporter : dans les pas d'un envoyé spécial, qui relate ses pérégrinations aventureuses de grand reporter du Monde dans une vingtaine de pays.

## Œuvres

### Livres

#### Biographies
- Léo Ferré, une vie d’artiste, Actes Sud, 1996, 2003, 2013.
- Jean Ferrat, le chant d’un révolté, L’Archipel, 2011, 2020.
- Dictionnaire Ferré, Fayard, 2013.
- Piaf, un mythe français[10], Fayard, 2013.
- Édith Piaf, vivre pour chanter, livre-objet, Gründ, 2015.
- Vies et légendes de Charles Aznavour[11],[12], L'Archipel, 2018.
- Paul Bocuse, l'épopée d'un chef, L'Archipel, 2019. Prix Archestrate 2019.
- Paul Bocuse, lo chef, il mito, Giunti (Milan), 2020

#### Récits autobiographiques
- Les Bruyères de Bécon, Sabine Wespieser éditeur, 2002.
- Sixties, Sabine Wespieser éditeur, 2004.
- Faits divers, Sabine Wespieser éditeur, 2007.
- Reporter : dans les pas d'un envoyé spécial, auto-édition (Amazon), 20 mai 2020.

#### Éditions numériques
- Portraits sur le vif (treize personnalités : Charles Aznavour, Emmanuelle Béart, Guy Béart, Guy Bedos, Paul Bocuse, Cabu, Jean-Loup Dabadie, Fabrice Luchini, François Morel, l'abbé Pierre, Daniel Prévost, Ségolène Royal, Alain Souchon), Amazon Kindle, 2014, Amazon broché, 2018.

#### Ouvrage collectif
- Les Acteurs de la région Rhône-Alpes (douze des trente-trois portraits publiés en recueil : Jérôme Savary, Georges Lavaudant, Gérard Guillaumat, Bernard Pivot, Marie-Josèphe Mitterrand, Marcel Lemonde, Paul Bocuse, l'abbé Pierre, Charles Fiterman, Michel Noir, Louis Mermaz, Jean Poperen), Le Monde Éditions, 1991.

### Notices et livrets
- Léo Ferré, la vie d'artiste, les années Chant du Monde 1947-1953, Harmonia Mundi, 1998.
- Intégrale Léo Ferré Barclay, les années de feu, Universal Music, 2003
- Intégrale Jean Ferrat, Decca et Barclay, Voix libre, Universal Music, 2020.

### Documentaires télévisés
- Génération Ferré, coauteur (réalisation Jorge Amat), Kuiv Productions[13], diffusion [Arte][14] et RTSR, 2014.
- Léo Ferré, la mémoire des étoiles, témoignage dans un documentaire[15] de Frantz Vaillant, 2013, diffusion TV5 Monde.
- Hello Ferré, témoignage dans un documentaire[16] de Thierry Kübler, 2003, diffusion France 2 et France 5.
- Léo Ferré, les témoins de sa vie, témoignage dans un documentaire de Frantz Vaillant, 2002, diffusion TV5 Monde.